# Vila stalachtoides
Vila stalachtoides is een vlinder uit de familie Nymphalidae. De wetenschappelijke naam van de soort is voor het eerst geldig gepubliceerd in 1867 door Henry Walter Bates.